# Ampulex occipitalis
Ampulex occipitalis är en  stekelart som beskrevs av Arnold 1947. Ampulex occipitalis ingår i släktet Ampulex och familjen Ampulicidae. Inga underarter finns listade i Catalogue of Life.